# هولمیم
هولمیم (به انگلیسی: Holmium) از عنصرهای شیمیایی جدول تناوبی است. عدد اتمی آن ۶۷ و از دسته لانتانیدها است.

## تاریخچه
در بررسی عناصر خاکی کمیاب که در کانیهای گادولینیت و سامارسکیت وجود داشتند و بیش از یک قرن طول کشید، روشن شد که اربیای جامد ترکیب پیچیده‌ای دارد. به سال ۱۸۷۹ تا ۱۸۸۰ مارینیاک، ایتربیا را از اربیا جدا کرد، نیلسون، اسکاندینا را از آن جدا کرد، و پر تئودر کلیو نشان داد که اربیای باقی‌مانده علاوه بر دارا بودن اربیای حقیقی دارای دو عنصر خاکی دیگر به نام هولمیا و تولیا است.

### ریشه نام
پر تئودر کلیو نام هولمیا را از نام لاتین شهر استکلهم گرفت زیرا در نزدیکی آن کانی‌های خاکی کمیاب پیدا شد و بعد از آن نام هولمیم برای عنصر به کار رفت.

## مشخصات
هولمیم عنصری است فلزی با عدد اتمی ۶۷، در گروه IIIB و دوره ششم جدول تناوبی جای دارد. یکی از عناصر خاکی کمیاب از گروه فرعی ایتریم جرم اتمی آن ۱۶۴٫۹۳۰۳ ٬ظرفیت ۳. ایزتوپ پایدار ندارد.

## خواص
جامد بلوری با جلای نقره‌ای، جرم حجمی ۸٫۸۰۳، نقطه ذوب ۱۴۷۰ درجه سانتیگراد، نقطه جوش ۲۷۲۰ درجه سانتی گراد. با آب به کندی واکنش می‌دهد، در اسیدهای رقیق محلول است. خواص الکتریکی و مغناطیسی مهمی دارد. در دستگاه بلوری هگزاگونال متبلور می‌شود. نمکهای آن بی‌رنگ یا زرد روشن یا سرخ گلی‌رنگ است. سمیت آن ضعیف است.

## محل کشف
در گادولینیت و مونزایت

## طرز تهیه
از احیای فلوروید آن با کلسیم.

## شکلهای قابل دسترس
شمش٬اسفنج٬تکه٬گرد. بالاترین خلوص ۹۹٫۹ درصد است

## کاربردها
گاز-ربا در لوله‌های خلأ، در پژوهشهای الکتروشیمی، اسپکتروسکپی